# Championnats d'Océanie de cyclisme sur route 2018
Navigation
Championnats d'Océanie 2017 Championnats d'Océanie 2019
Les Championnats d'Océanie de cyclisme sur route 2018 ont lieu du 23 au 25 mars 2018 en Tasmanie en Australie. Evandale accueille les courses contre-la-montre et Railton les courses en ligne.

## Podiums masculins
| Compétitions             | Or                    | Argent                  | Bronze               |
| Élites                   |                       |                         |                      |
| Course en ligne          | Chris Harper (AUS)    | James Whelan (AUS)      | Cyrus Monk (AUS)     |
| Contre-la-montre         | Hamish Bond (NZL)     | Sean Lake (AUS)         | James Ogilvie (AUS)  |
| Hommes - Moins de 23 ans |                       |                         |                      |
| Course en ligne          | James Whelan (AUS)    | Cyrus Monk (AUS)        | Jason Lea (AUS)      |
| Contre-la-montre         | Jake Marryatt (NZL)   | Liam Magennis (AUS)     | Jason Lea (AUS)      |
| Hommes - Juniors         |                       |                         |                      |
| Course en ligne          | Carter Turnbull (AUS) | Josh Lane (NZL)         | Sam Cook (NZL)       |
| Contre-la-montre         | Lucas Plapp (AUS)     | Finn Fisher-Black (NZL) | Tyler Lindorff (AUS) |

## Podiums féminins
| Compétitions             | Or                    | Argent               | Bronze                |
| Élites                   |                       |                      |                       |
| Course en ligne          | Sharlotte Lucas (NZL) | Grace Brown (AUS)    | Mikayla Harvey (NZL)  |
| Contre-la-montre         | Grace Brown (NZL)     | Kate Perry (AUS)     | Sharlotte Lucas (NZL) |
| Femmes - Moins de 23 ans |                       |                      |                       |
| Contre-la-montre         | Mikayla Harvey (NZL)  | Libby Arbuckle (NZL) | Maeve Plouffe (AUS)   |
| Femmes - Juniors         |                       |                      |                       |
| Course en ligne          | Sarah Gigante (AUS)   | Jenna Merrick (NZL)  | Connie O'Brien (NZL)  |
| Contre-la-montre         | Anya Louw (AUS)       | Phoebe Young (NZL)   | Sarah Gigante (AUS)   |

## Tableaux des médailles
| Rang  | Nation           | Or | Argent | Bronze | Total |
| ----- | ---------------- | -- | ------ | ------ | ----- |
| 1     | Australie        | 6  | 6      | 7      | 19    |
| 2     | Nouvelle-Zélande | 5  | 5      | 4      | 14    |
| Total | Total            | 11 | 11     | 11     | 33    |